# Pholidoscelis chrysolaema
Espèce
Synonymes
- Ameiva chrysolaema Cope, 1868
- Cnemidophorus affinis Fischer, 1883
- Ameiva regularis Fischer, 1888
- Ameiva chrysolaema regularis Fischer, 1888
- Ameiva abbotti Noble, 1923
- Ameiva chrysolaema abbotti Noble, 1923
- Ameiva chrysolaema woodi Cochran, 1934
- Ameiva chrysolaema boekeri Mertens, 1938
- Ameiva leberi Schwartz & Klinikowski, 1966
- Ameiva chrysolaema leberi Schwartz & Klinikowski, 1966
- Ameiva chrysolaema alacris Schwartz & Klinikowski, 1966
- Ameiva chrysolaema defensor Schwartz & Klinikowski, 1966
- Ameiva chrysolaema ficta Schwartz & Klinikowski, 1966
- Ameiva chrysolaema jacta Schwartz & Klinikowski, 1966
- Ameiva chrysolaema parvoris Schwartz & Klinikowski, 1966
- Ameiva chrysolaema procax Schwartz & Klinikowski, 1966
- Ameiva chrysolaema richardthomasi Schwartz & Klinikowski, 1966
- Ameiva chrysolaema secessa Schwartz & Klinikowski, 1966
- Ameiva chrysolaema quadrijugis Schwartz, 1968
- Ameiva chrysolaema evulsa Schwartz, 1973

Statut de conservation UICN

 LC  : Préoccupation mineure
Pholidoscelis chrysolaema est une espèce de sauriens de la famille des Teiidae.

## Répartition
Cette espèce est endémique d'Hispaniola. 

## Liste des sous-espèces
Selon The Reptile Database (27 mai 2016) :
- Pholidoscelis chrysolaema abbotti (Noble, 1923)
- Pholidoscelis chrysolaema alacris (Schwartz & Klinikowski, 1966)
- Pholidoscelis chrysolaema boekeri (Mertens, 1938)
- Pholidoscelis chrysolaema chrysolaema (Cope, 1868)
- Pholidoscelis chrysolaema defensor (Schwartz & Klinikowski, 1966)
- Pholidoscelis chrysolaema evulsa (Schwartz, 1973)
- Pholidoscelis chrysolaema ficta (Schwartz & Klinikowski, 1966)
- Pholidoscelis chrysolaema jacta (Schwartz & Klinikowski, 1966)
- Pholidoscelis chrysolaema parvoris (Schwartz & Klinikowski, 1966)
- Pholidoscelis chrysolaema procax (Schwartz & Klinikowski, 1966)
- Pholidoscelis chrysolaema quadrijugis (Schwartz, 1968)
- Pholidoscelis chrysolaema regularis (Fischer, 1888)
- Pholidoscelis chrysolaema richardthomasi (Schwartz & Klinikowski, 1966)
- Pholidoscelis chrysolaema secessa (Schwartz & Klinikowski, 1966)
- Pholidoscelis chrysolaema woodi (Cochran, 1934)

## Taxinomie
Ameiva leberi a été placée en synonymie avec Ameiva chrysolaema.
La sous-espèce Ameiva chrysolaema umbratilis a été élevée au rang d'espèce par Goicoechea et al. en 2016

## Publications originales
- Cochran, 1934 : Herpetological collections made in Hispaniola by the Utowana Expedition, 1934. Occasional Papers of the Boston Society of Natural History, vol. 8, p. 163-188 (texte intégral).
- Cope, 1868 : An examination of the Reptilia and Batrachia obtained by the Orton Expedition to Equador and the Upper Amazon, with notes on other species. Proceedings of the Academy of Natural Sciences of Philadelphia, vol. 20, p. 96-140 (texte intégral).
- Fischer, 1888 : Über eine Kollektion Reptilien und Amphibien von Hayti. Jahrbuch der Ilamburgischen wissenchaftlichen Anstalten, vol. 5, p. 23-45 (texte intégral).
- Mertens, 1939 "1938" : Herpetologische Ergebnisse einer Reise nach der Insel Hispaniola, Westindien. Abhandlungen der Senckenbergischen Naturforschenden Gesellschaft, vol. 449, p. 1-84.
- Noble, 1923 : Four new lizards from Beata Island, Dominican Republic. American Museum Novitates, no 64, p. 1-5 (texte intégral).
- Schwartz, 1968 : Two new subspecies of Ameiva (Lacertilia, Teiidae) from Hispaniola. Herpetologica, vol. 24, no 1, p. 21-28.
- Schwartz, 1973 : A New Subspecies of Ameiva chrysolaema (Sauria, Teiidae) from Haiti. Herpetologica, vol. 29, no 2, p. 101-105.
- Schwartz & Klinikowski, 1966 : The Ameiva (Lacertilia: Teiidae) of Hispaniola. II. Geographic variation in Ameiva chrysolaema Cope. Bulletin of the Museum of Comparative Zoology at Harvard College, vol. 133, no 10, p. 425-487 (texte intégral).